# Accrington
Accrington är en stad i grevskapet Lancashire i England. Staden är huvudort i distriktet Hyndburn och ligger 6 kilometer öster om Blackburn samt 32 kilometer norr om centrala Manchester. Tätortsdelen (built-up area sub division) Accrington hade 35 456 invånare vid folkräkningen år 2011.
Fotbollslaget Accrington Stanley FC kommer från staden. En tidigare klubb, Accrington FC var en av tolv engelska fotbollsklubbar som bildade The Football League.
Författaren Jeanette Winterson växte upp i Accrington under 1960-talet fram till mitten av 1970-talet och har beskrivit Accrington som "en typisk nordlig arbetarklassbruksort, där det bara fanns två distraktioner: kyrkan och det bistra landskapet."